# بول آتريديز
بول آتريديز (/əˈtreɪɪdiːz/؛ عُرف لاحقًا باسم بول المؤدب، ولا يزال يُعرف لاحقًا باسم الواعظ) هو شخصية خيالية في عالم كثيب التي ألَّفها فرانك هربرت. وهو شخصية رئيسية في أول روايتين من السلسلة، كثيب (1965) ومسيح كثيب (1969)، ويعود في ذرية كثيب (1976). تعود الشخصية في شكل غولا مختلفين في روايات برايان هربرت وكيفن ج. أندرسون التي اختتمت السلسلة الأصلية، صيادو كثيب (2006) وديدان رمال كثيب (2007)، وتظهر في بادئة سلسلة كثيب (2008) ورياح كثيب (2009). وفقًا لبرايان هربرت، نجل فرانك هربرت وكاتب سيرته الذاتية، فإن منزل آتريديز كان مبنيًا على منزل أتريوس الأسطوري اليوناني البطولي ولكن المشؤوم.
تم تمثيل شخصية بول من قبل كايل ماكلاشلان في فيلم ديفيد لينش المقتبس عام 1984، ومن قبل أليك نيومان في مسلسل كثيب القصير عام 2000 وتكملته عام 2003، ومن قبل تيموثي شالاماي في فيلم كثيب لعام 2021 من إخراج ديني فيلنوف وتكملته عام 2024.